# CIPRA
Die Internationale Alpenschutzkommission CIPRA – französisch für Commission Internationale pour la Protection des Alpes – ist eine nichtstaatliche Dachorganisation mit über 100 Organisationen im gesamten Alpenraum. Sie setzt sich für den Schutz und die nachhaltige Entwicklung der Alpen ein.
Seit ihrer Gründung 1952 hat die CIPRA eine Konvention für die Alpen gefordert und daher ab den 1990er Jahren die Entstehung und Umsetzung der sog. Alpenkonvention kritisch begleitet. Die CIPRA ist heute offizielle Beobachterorganisation der Alpenkonvention.

## Ziele und Tätigkeiten
Die CIPRA verfolgt eine Doppelstrategie: Einerseits eine Entwicklung von oben mit der Alpenkonvention, anderseits eine Entwicklung von unten mit Projekten, Initiativen und Netzwerken. Die Geschäftsstellen der Vereine «Alpenstadt des Jahres» und «Via Alpina» werden von der CIPRA geleitet und sind wichtige Partner für diese Aufgabe.
Die Vermittlung von Informationen zum Alpenraum ist eine der wichtigsten Aufgaben der CIPRA. Dazu dienen die Website, das Themenheft SzeneAlpen, der Newsletter alpMedia sowie zahlreiche weitere Publikationen und Veranstaltungen.
Die CIPRA hat ihre Wurzeln im Naturschutz. Darüber hinaus legt sie einen Schwerpunkt auf soziale, wirtschaftliche und gesellschaftspolitische Themen wie Ressourcenmanagement, Energie und Mobilität, Partizipation, Gender- oder Suffizienzfragen. Sie betreut und setzt Projekte zu Schwerpunktthemen um, immer mit Bezug zum Alpenraum.

## Organisation

### Ländervertretungen
Die CIPRA hat sieben nationale Vertretungen und eine regionale Vertretung, und zwar in Deutschland, Frankreich, Italien, Liechtenstein, Österreich, der Schweiz, Slowenien und Südtirol. Diese sind eigenständige Organisationen und fungieren als Schnittstellen zu den Mitgliedern und der nationalen Politik. Die Geschäftsstelle von CIPRA International befindet sich in Liechtenstein.

### Mitgliedsorganisationen
Rund 100 Organisationen und Institutionen sind unter dem Dach der CIPRA. Dazu gehören vor allem andere Umweltorganisationen und Institute, aber im Falle von Österreich auch alle neun Bundesländer, in Frankreich Naturparks und in Slowenien Einzelmitglieder.

### Delegiertenversammlung
Oberstes Gremium der CIPRA ist die Delegiertenversammlung. In ihr haben alle nationalen Vertretungen je sechs Stimmen, die regionale Vertretung Südtirol zwei. Die Delegiertenversammlung tritt in der Regel einmal im Jahr zusammen.

### Präsidium
Im Präsidium hat jede nationale Vertretung zwei Stimmen, die regionale Vertretung der CIPRA Südtirol eine. Auch das Präsidium tagt jährlich. Vor der Präsidiumssitzung treffen die Geschäftsführungen der nationalen und regionalen CIPRA-Vertretungen zusammen. Seit 26. September 2024 ist Uwe Roth Präsident von CIPRA International. Weitere Mitglieder des Vorstandes sind Serena Arduino aus Italien, Eléonore Matuszak aus Frankreich, Peter Zajc aus Slowenien, Cristina Dalla Torre aus Italien, Gerlinde Zuber aus der Schweiz und Schatzmeister Wilfried Marxer aus Liechtenstein. Kaspar Schuler ist Geschäftsführer von CIPRA International, Jakob Dietachmair ist stellvertretender Geschäftsführer.

### Jugendbeirat CIPRA Youth Council (CYC)
Der Jugendbeirat ist ein Beratungsorgan der Gremien, Geschäftsleitung und Geschäftsstelle und hat eine Vertretung im Vorstand von CIPRA International. Er wurde von der CIPRA-Delegiertenversammlung in Bozen im Oktober 2013 ins Leben gerufen. Seine Mitglieder sind junge Menschen zwischen 14 und 29 Jahren, die in den Alpen leben und es sich zum Ziel gesetzt haben, mitzureden und gehört zu werden.

### CIPRA International Lab GmbH
Die gemeinnützige Gesellschaft mit beschränkter Haftung ist mit ihrer Eigentümerin CIPRA International eng verbunden. Mit Sitz in Feldkirch im EU-Staat Österreich ist die Organisation bevollmächtigt, die Interessen von CIPRA International auf der Ebene der transnationalen Projektkooperation wahrzunehmen.

## Geschichte
Die Internationale Alpenschutzkommission wurde am 5. Mai 1952 in Rottach-Egern, Deutschland, gegründet. Die Idee zur Gründung wurde in der Weltnaturschutzunion (IUCN) geboren. Unmittelbarer Auslöser waren geplante Grossprojekte im Nationalpark Gran Paradiso, Italien. Die CIPRA hatte von Anfang an eine sehr enge Bindung an die IUCN. Erster Präsident der IUCN war Charles Jean Bernard, der 1952 auch zum ersten Präsidenten der CIPRA gewählt wurde. Als Sekretär stand ihm bei der CIPRA Wolfgang E. Burhenne zur Seite, der ebenfalls in der IUCN tätig war. Noch im Jahre 1952 trat die CIPRA als Mitglied der IUCN bei. Trotzdem blieb die CIPRA eine selbständige Organisation, für die ein eigenes Reglement ausgearbeitet wurde.
Die Tätigkeit der CIPRA konzentrierte sich lange Zeit darauf, jährlich eine Sitzung abzuhalten. Zu den behandelten Themen wurden Resolutionen verfasst, auch konnten bereits erste Erfolge erzielt werden, z. B. konnte ein geplanter Kraftwerksbau im Val di Genova abgewehrt und die Krimmler Wasserfälle erhalten werden.
Das CIPRA-Gremium war damals eine großteils homogene Gruppe von Naturwissenschaftlern. Manche arbeiteten nicht nur in der CIPRA, sondern auch in der IUCN zusammen. Bis um 1970 gab es kaum einen personellen Wechsel, wodurch eine kontinuierliche Tätigkeit gesichert war.
Ende der 1960er Jahre zeichnete sich eine Krise ab. Nachdem 1973 die Jahrestagung ausgefallen war, wurde im Herbst 1974 am Rande einer IUCN-Konferenz in Trient zum Thema «Die Zukunft der Alpen» beschlossen, die CIPRA auf eine breitere Basis von Trägerorganisationen mit einem mehrköpfigen Präsidium an der Spitze zu stellen. In jedem Land sollte eine CIPRA-Vertretung aufgebaut werden.
Österreich war das erste Land, das ein «nationales Komitee» gründete, und zwar am 4. April 1975. Im gleichen Jahr wurde intensiv über die Verkehrsprobleme im Alpenraum beraten, die Planung der «Alemagna»-Autobahn von Italien in Richtung österreichische Grenze wurde schon damals als Gefahr erkannt, der Kampf gegen diese Autobahn sollte zum erfolgreichen Dauerbrenner von CIPRA Österreich werden. Auch in den anderen Alpenländern bildeten sich zwischen 1975 und 1992 nationale Komitees.
In den 1980er Jahren positionierte sich die CIPRA neu. Sie setzte vermehrt auf Erfahrungs- und Informationsaustausch. 1990 wurde eine hauptamtlich geleitete Geschäftsstelle in Liechtenstein eingerichtet.
Seit ihrer Gründung wirkte die CIPRA darauf hin, der Alpenpolitik auf internationaler Ebene mehr Gewicht zu verleihen. Ein Meilenstein ist 1991 die Unterzeichnung der Alpenkonvention. Seither sitzt die CIPRA in deren Gremien als offizielle Beobachterin, liefert Ideen und Diskussionsgrundlagen zu aktuellen Themen und nimmt kritisch Stellung. Die allgemein gehaltene Rahmenkonvention, die inzwischen von allen Vertragsparteien ratifiziert wurde, wird durch so genannte Durchführungsprotokolle konkretisiert.

## Themen und Trends
In den 1950er und 1960er Jahren kreisten die Debatten vor allem um den Natur- und Landschaftsschutz, den Fremdenverkehr sowie um das Thema Energie. In allen Bereichen ging es darum, bestimmte Bauvorhaben zu verhindern oder Gebiete unter Schutz zu stellen. Zudem wurde auch im Tier- und Pflanzenschutz daran gearbeitet, einheitliche länderübergreifende Richtlinien zu erstellen. Dabei herrschte die Sichtweise vor, dass die Alpen in ihrer ursprünglichen Form erhalten bleiben sollen. Ein besonderes Augenmerk wurde dem Schutz jener Gebiete geschenkt, die von wissenschaftlichem Interesse waren.
Im Zuge der Neuorientierung nach 1974 nahm die CIPRA hingegen eine ökologische Sichtweise ein, in der vor allem die Raum- und Landschaftsplanung an Bedeutung gewannen. Auch gab es zu diesem Zeitpunkt organisatorische Veränderungen, die sich auf die thematische Ausrichtung der CIPRA auswirkten. Auf den Jahresfachtagungen wurde nun anstelle von mehreren regionalen Projekten ein Generalthema in den Mittelpunkt gerückt, welches länderübergreifend behandelt wurde.
Dieser Aspekt wurde in den 1980er Jahren weiter ausgebaut. Das Thema sollte nun «brisant» sein, in Verbindung zum Tagungsort stehen und von überregionalem Interesse sein. Auch wurde zu diesem Zeitpunkt der Schritt zu einer ganzheitlichen Betrachtung von Natur- und Umweltschutz im Alpenraum vollzogen. Dies schlug sich in den Bemühungen um eine Alpenkonvention nieder. Nicht nur die zu schützende Landschaft war wichtig, sondern auch der dort lebende Mensch. Es fand daher eine Öffnung hin zu sozioökonomischen Themen statt.
Die Delegierten erörterten Fachfragen lange Zeit ausschließlich auf den jährlich stattfindenden Sitzungen, die ab dem Ende der sechziger Jahre «Tagungen» oder «Jahresfachtagungen» genannt wurden. Diese fanden abwechselnd in einem der beteiligten Länder statt. In der Regel erstreckten sie sich über zwei bis drei Tage und beinhalteten häufig auch Exkursionen in die nähere Umgebung des Tagungsortes.
Heute werden auswärtige Vortragende geladen, die Tagung ist öffentlich zugänglich. Die Jahresfachtagung war in früheren Jahrzehnten das Hauptereignis des Jahres. Seit den 1990er Jahren hat sich das Tätigkeitsfeld der CIPRA erweitert. Immer noch ist die Jahresfachtagung ein wichtiger Treffpunkt, an dem ein fachlicher Austausch zwischen Vertretungen aus verschiedenen Ländern stattfindet.

## Sprachen
Bei der Gründung im Jahr 1952 wurden Deutsch und Französisch als «Amtssprachen» festgelegt. Diese Beschränkung auf eine Zweisprachigkeit – obwohl auch italienische und slowenische Vertretungen bei der CIPRA waren – wurde von einigen Mitgliedern als Mangel gewertet. Ende der 1980er Jahre fand unter Präsident Mario F. Broggi eine Öffnung statt. Die Kontakte zum italienischen und slowenischen Raum wurden intensiviert. Mit der Errichtung einer hauptamtlich geführten Geschäftsstelle war auch die Garantie verbunden, dass die Kontakte gepflegt werden konnten. Dies führte dazu, dass Italienisch 1990 und Slowenisch 1992 als offizielle CIPRA-Sprachen anerkannt wurden. Heute kommuniziert die CIPRA konsequent auf Deutsch, Französisch, Italienisch und Slowenisch sowie teils auf Englisch.

## Partner
Die CIPRA arbeitet mit einem internationalen Netzwerk von Organisationen, Institutionen und Privatpersonen, deren Ziele darin liegen, das ökologische Gleichgewicht, wirtschaftliche Stabilität und sozialen Fortschritt in den Bergregionen weltweit in Einklang zu bringen.

## Netzwerke
- Alpenstadt des Jahres[3] ist ein Verein, in dem sich die Alpenstädte, die den Titel „Alpenstadt des Jahres“ verliehen bekommen haben, zusammengeschlossen haben. Dieser Titel zeichnet für besonderes Engagement bei der Umsetzung der Alpenkonvention aus. Seit 1997 wird er von einer internationalen Jury vergeben. Alpenstadt des Jahres kann jede Stadt im Geltungsbereich der Alpenkonvention werden, die Bereitschaft zeigt, die Alpenkonvention in die Praxis umzusetzen. Die CIPRA betreut seit 2003 die Geschäftsstelle des Vereins.
- Die Via Alpina[4] ist ein grenzüberschreitender Wanderweg von Triest/I nach Monaco. Die insgesamt fünf Weitwanderwege sind Begegnungsorte, Erfahrungswege der alpinen Lebens- und Naturräume und physische Verbindung zwischen allen acht Alpenländern. Der Verein wurde im Jahr 2000 von einem Zusammenschluss alpiner Vereine und Gebietskörperschaften unter der Leitung des französischen Vereins «Grande Traversée des Alpes» ins Leben gerufen. 2014 hat CIPRA International die Koordination übernommen, um das Angebot weiter zu pflegen und zusätzlich mit den Themen der nachhaltigen Entwicklung anzureichern.
- Das Gemeindenetzwerk „Allianz in den Alpen“[5] ist ein Zusammenschluss von rund 300 Gemeinden und Gemeindeverbänden, die sich gemeinsam dafür einsetzen, die Alpen als zukunftsfähigen Lebensraum zu gestalten. Die CIPRA war 1997 an der Gründung des Gemeindenetzwerks beteiligt und nahm zwischen 2000 und 2014 einen Teil der Sekretariatsaufgaben und das Projektmanagement für das Netzwerk wahr.

## Auszeichnungen
- 1995 – Umweltpreis in Gold der Arbeitsgemeinschaft Alpenländer Arge Alp
- 1998 – Gold Star der European Federation of the Associations of Tourism Journalists FEDAJT
- 1998 – TUI Internationale Umwelt Auszeichnung der Touristik Union International TUI
- 2001 – Grosser Binding-Preis für Natur- und Umweltschutz der Binding Stiftung, Schaan
- 2002 – Alp Web Award des Club Alpino Italiano
- 2012 – Nachhaltigkeitspreis der Königlichen Nederlandse Klim- en Bergsport Vereniging.[6]
- 2014 – Mobilitätspreis des Verkehrsclubs Österreich (VCÖ) für die Pilotregion Alpenrheintal des Projekts Alpstar[7]